# 拉里·费雷罗
拉里·费雷罗（英語：Larrie Ferreiro）是一位美国历史学家。

## 生平
出生于美国纽约州长岛，2004年毕业于伦敦帝国学院，先后任职于美国海军、美国海岸警卫队及美国国防部。目前担任乔治梅森大学教师。

## 荣誉
2017年凭借著作《友军》获得普利策历史奖决选名单。

## 著作
- 《友军》，北京大学出版社，2020年7月，ISBN 9787301308219